# П'єро Бранді
П'єро Бранді (італ. Piero Brandi; 22 січня 1939 — 22 листопада 2004) — італійський боксер першої напівсередньої ваги, віце-чемпіон Європи (1959), олімпієць (1960).

## Життєпис
На чемпіонаті Європи з боксу 1959 року в Люцерні (Швейцарія) дістався фіналу змагань боксерів першої напівсередньої ваги, де поступився представникові СРСР Володимиру Єнгібаряну.
На літніх Олімпійських іграх 1960 року в Римі (Італія) у змаганнях боксерів першої напівсередньої ваги дістався чвертьфіналу, де поступився майбутньому олімпійському чемпіону Богумілу Немечеку з Чехословаччини.
У квітні 1962 року з перемоги дебютував у професійному боксі. Протягом наступних чотирьох років провів 40 боїв на професійному ринзі, у 33 з яких переміг. У травні 1966 року здійснив невдалу спробу вибороти титул чемпіона Європи у першій напівсередній вазі (англ. EBU European Super Light).